# 广州商业区

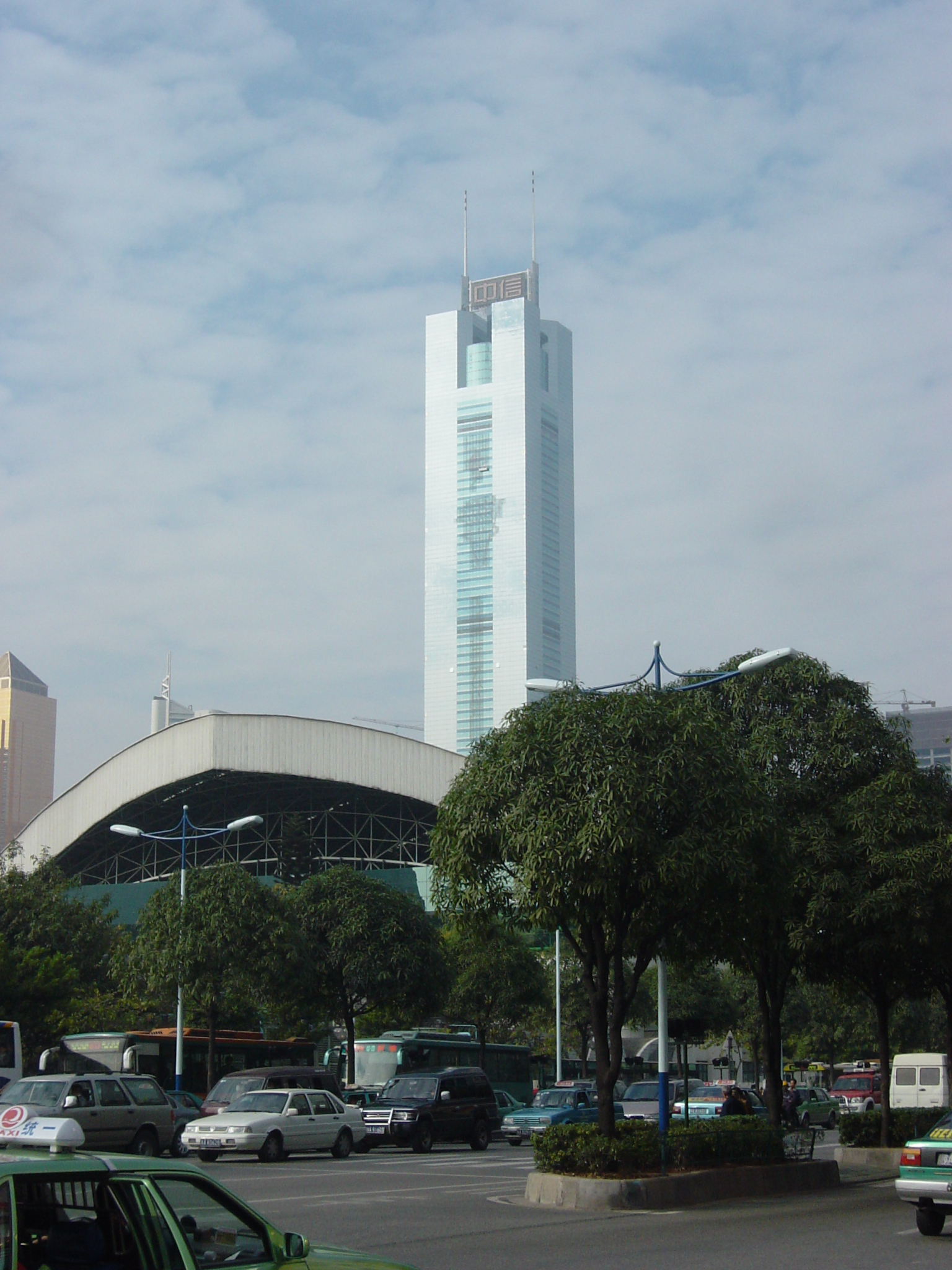
中信广场（位于天河北商业区）

廣州商業區，主要介紹現代廣州市內，主要的核心商業區、步行街等的發展與分佈狀況。

## 概覽
截至2002年都會級的商業功能區，在廣州有北京路、天河、西關、東山口幾個，而區域級商業功能區就有大東門、江南西等13個，還有環市東－天河北中央商務區，和流花會展商務區。
現代廣州城中心商圈，主要是以天河、越秀兩個建制區為主的雙核心結構。天河是在20世紀90年代開始規劃發展，延至現代商業（高尚商務）集中地區，主要包括天河北、珠江新城等。而越秀（含東山）為廣州傳統城市中心，主要商業集中地區，包括北京路至上下九（連接西關）、環市東路（高尚商務）。整個的商業結構主體呈現出雙中心空間結構。

## 整體通商背景
歷史上廣州作為對外貿易而興起的港口城市，由秦漢時期（約前226-公元220年），中國大陸的絲織品、瓷器、鐵器、銅錢、紙張、金銀等，就以廣州為起航站遠運海外，又由這裡輸入珠寶、香藥、象牙、犀角等商品，逐步發展成世界最為著名的貿易大港。而在歷代朝廷對外（尤南洋各國）貿易中都佔重要地位，與中國大陸腹地的聯絡比較密切、便利。再到明清時期，由於官府將廣州作為主要口岸，甚至實施一口通商，大大強化廣州的出入口商品集散中心地位。在16世紀中期以後，朝廷和官僚體制的運作，更是依賴包括廣州外貿所大量帶來的美洲白銀，才得以正常運作。就1700—1830年間輸入中國大陸的美洲白銀，單在廣州港口，憑藉歐洲各國到廣州的貿易，約有9000萬鎊至1億鎊之間（約折合4億銀元）的輸入，佔這130年各外貿港輸入銀元的五分之四。
到1842年南京條約後實施五口通商，廣州的外貿中心地位，隨著上海開埠而轉移。而到了英屬香港成為自由港後，其更代替廣州成為貿易貨物的集散地。到中華民國時期，廣州對外貿易受第一次世界大戰（1912～1936），中日戰爭等影響而有很大起落，有戰事需要的原料、食品的交易會相應增加，而其他貿易品交易就相對大為縮減。而1946年至廣州易幟前，由於《中美友好通商航海條約》的簽訂，廣州貿易地位仍緊隨上海，進口洋貨以製成品及消費品為主；出口主要農副產品、礦產原料及半製品。貨值此間逐年增加，且遞增幅度大，出口貨值一直居於民國前三位。到1949年時廣州外貿出超達1400多萬美元，而入口貿易陷於停滯。 
在共和國後的1957～1979年間，當局在當地建立國有外貿企業，以中央計劃管理對貿易實施控制。到進入社會主義經濟建設，當局需利用大量外匯，而由專業外貿公司壟斷出入口業務，將貿易所得外匯全部上繳中央。而廣州外貿當時亦跟從實行計劃經濟管理，按「計劃」進行出口與收購。1979年後，中共中央和國務院決定對廣東、福建兩省實行「特殊政策」和「靈活措施」，而1984年再批准含廣州市在內的14個沿海城市實行「特殊政策」，將廣州市列為「開放、改革的綜合試驗區」。到1985年，中央批准廣州市恢復「國民經濟計劃單列戶頭」，令廣州市政府享有省一級的經濟管理權限。在這個由計劃經濟過渡到市場經濟的進程中，廣州貿易市場的格局，重新有呈現歷史上的多樣生態。

## 商區變遷

### 隋唐
此時廣州港為世界著名商港，商業在城市與世界範圍有顯赫地位，城鄉商業發達，使廣州城中形成三大商業區。中心是老城區，範圍由西向東約由今華寧里至小北路，由北向南約為今越華路至中山路稍南（近今省財政廳）。

### 宋元
宋代廣州經濟外貿發展，促成人口迅速增加。據統計在宋朝300年間，廣州城擴建和修繕達10餘次。北宋慶曆四年（1045）為規模最大的一次，是次陸續築起中城、東城和西城，其中西城是為保護新發展商業區而擴建，規模最大，周長十三里多。西城處廣州城西南方（南海縣境），所在為深水道，外商的蕃舶和蕃坊就處於這一帶。西城繁榮景象，以之中五丈多高的「共榮樓」為最輝煌的代表。熙寧四年（1071年）主持修築西城的經略使程師孟更有作詩〈共榮樓〉詠之：「千門日照珍珠市，萬瓦煙生碧玉城，山海是為中國藏，梯航尤見外夷情。」
南宋後廣州城南沿江北岸，也跟著興起新商業中心。為再加以保護，南宋嘉定三年（1210）廣南東路經略使陳峴，在城南外築東西「雁翅城」（南城）直至海邊，東翅長九十丈，西翅長五十丈。

### 明
明代官府頒令，禁止外商與商船在廣州城範圍做貿易，在城南的貿易活動，包括原本活躍的走私活動，很快就此銷聲匿跡。此時的西關蜆子步，則設立了市舶亭與懷遠驛，用來接待外商。到嘉靖五年（1526年），西關南部開鑿了河道，商店沿新河一帶很快就發展起來，原在新城濠畔街的商戶，也紛紛搬去那一帶繼續生意，帶動了西關商業的崛起和繁盛。

### 晚清

#### 分區
- 城南商業區，廣州河南的新興商圈，在白鵝潭東岸洲頭咀到龍溪鄉之間（約在今南華西路）範圍。

- 城西商業區，以外商聚居的蕃坊（現光塔路附近）為中心，外商經營不少商鋪，故成繁華之地。商業區主要分布於蕃坊、十三夷館（現十三行路以南至沿江西路部分）、沙面。

### 清末到中華民國
1909~1929年時，廣州工商業逐步發展，東山以地理優勢，成為工商界、歸僑和僑眷爭先購地造屋的地方，東山、東較場舊營壘（義山）等地成為新興的居住和商業區。
1918年廣州市政公所建立後拆城墙、扩马路，大規模推動城市新建設。1920到1930年代修築馬路的同時，又廣建騎樓，时较为现代化的西堤大新公司、城內大新公司等，也采用骑楼式的建筑结构。因此騎樓街成為當時的新興商業區，大受歡迎，便利市民日常生活與購物對接。時永漢路、一德路、惠愛路、文德路、吉祥路、財政北路、大南路等20幾個路段，是廣州主要集中的騎樓商業街。而尤其永漢路、惠愛路、一德路、上下九路等主要位置，據統計商戶數目就佔該區域3成人口。

### 共和國時期

#### 衝擊與重整
在文革時期，極左思潮影響下，廣州商業遭到共和國以來第二次、也是最嚴重的衝擊。其中1969年4月各市屬專業公司被當局撤銷，實行政企合一，商業正常運作受很大影響。而服務華僑的專供僑匯商品的華僑商品供應公司，也在1966年被當局撤銷。到了1970年當局提出“鬧市不鬧”的口號，在備戰疏散時大裁撤商業網點或搬遷到城市邊緣區，時國營日用品商戶被減少115個，下降18％。50多個商戶被遷到郊區和市屬從化、花縣，另更關閉文昌、長壽兩個小商品市場。個人商販和集體商店也被大批裁減，有大批商業從業者被下放到“五七”幹校或被送到農村接受再教育。
在商業網點被大量裁併後，營業管理跟隨國營工業模式趨機械化，如每天定時關門而無法合理服務市民消費需要。四人幫被處理後，營業管理方有靈活改善服務顧客。而廣州當時的早市供應問題亦很嚴重，一個原因就是賣早餐的商戶非常之少。在1970年後據統計廣州市內，就有60多間飲食檔和80多間糕點檔被撤銷，廣大路口和清平路口一帶原是食檔較為集中，由於被集中裁撤而令這帶變得極為冷清。同時期的海珠區黨委副書記，大力主導改變與重振全區食檔的夜市服務，令食檔延長服務時間、增加貨品花色品種和提高品質。後期工礦點、居民區、交通幹線、車站、碼頭等地都有恢復商業點供應各種食品。據統計到1979年初，廣州市飲食行業的早餐供應點由480多個增加到550多個。

#### 商業復甦
1980年代到90年代初，對外界廣州市民有流行如此說法：“不到南方大厦，不算到了廣州。”而附近的人民南路、十三行商圈就是當時外地客所認知的中心商業區域。後期上下九、北京路相繼建立步行街，重新擴大本地和外地來客的商業消費選擇。時廣州城市開發需求，隨著經濟重振而逐步升溫，東移開發空間成為政府的著眼點，沿環市東路跨過天河立交的土地，被選中為新開發中心。1998年天河城廣場正式開業以來，天河路商圈逐步成型，千禧後成為廣州的第一商圈。

## 規劃發展
在陳濟棠主政廣東時期，大力推動廣州的市政建設，同時規劃了中心商業區，將惠愛路、上下九路與西濠口商業區，規劃作為廣州的中心商業區。在此計劃中，建成了中山戲院、新華戲院、新華酒店、新亞酒店等。據話當時的分佈格局，在廣州的大街小巷都佈滿商鋪，平均數字是每50個市民就有一間商店。
1956年社會主義改造後，1958年開始大幅裁撤商業網點，專業街特點逐步消失。直到1979年改革開放前，建設工業區為當局重點方向，而商業區方面發展，有1960年代在員村工業區的「員村一條街」配套工程，以服務產業工人為主。1979年後各色商業區重新發展，層次呈現擴大與多元化，主要商業區分別出現在城市市區中心與交通集散中心，而分區中心與社區當中亦有形成更多的商業中心（群）。
千禧後城市主推經濟改變，當局因應生產總值和實際利用外資的（稅費收入）需要，著眼於打造多個大型產業中心，以高新科技、金融服務業、商務投資等為主。而由此主要在白雲、天河、番禺等地區，重點在如白雲新城、珠江新城、南沙新區等主推產業中心區，打造所附屬的商圈（商務配套），並以對粵港澳的知識技術、人力、資金等的再配置和使用，實現北京中央所主打的產業轉型升級工程的目標。

## 現代商業分區
- 两大商业街（步行街）：
  - 北京路商业街
包括北京路步行街、教育路段、惠福路段以及中山五路段
  - 上下九步行街

- 时尚与流行文化商业旺区：
  - 中山二路及东川路商业区
包括中华广场、流行前线、地王广场和东川运动名店城等
  - 体育西商业旺区
包括天河城、广百百货中怡店、宏城广场、正佳广场、广州购书中心、维多利广场以及天河南一路段、天河东路段特色小街
  - 环市东路高档购物区
包括花园酒店与建设六马路一带以及丽柏广场和友谊商店
  - 天河北商业区
包括中信广场、市长大厦以及时代广场一带
  - 江南西路
包括江南西路以及宝岗大道与江南西路交界处段

- 其他主要商业圈：
  - 岗顶商圈
包括天河区岗顶一带和石牌东路与天河路交界段一带，华南地区最主要的电脑以及电子产品和耗材交易市场
  - 站西路以及火车站一带服装批发商业区
  - 海珠广场—一德路海味以及玩具批发商业区
  - 布匹交易市场商业圈
位于新港西路与东晓南路一带